# Folgoso de la Ribera (kommun)
Folgoso de la Ribera är en kommun i Spanien.   Den ligger i provinsen Provincia de León och regionen Kastilien och Leon, i den nordvästra delen av landet, 300 km nordväst om huvudstaden Madrid. Antalet invånare är 1 226. Arean är 69 kvadratkilometer. Folgoso de la Ribera gränsar till Torre del Bierzo, Bembibre, Noceda del Bierzo och Igüeña. 
Terrängen i Folgoso de la Ribera är huvudsakligen kuperad.